# میروویتسه ناد هانوو
میروویتسه ناد هانوو (به چکی: Měrovice nad Hanou) یک منطقهٔ مسکونی در جمهوری چک است که در ناحیه پرروف واقع شده‌است. میروویتسه ناد هانوو ۷٫۹ کیلومتر مربع مساحت و ۶۸۲ نفر جمعیت دارد و ۲۰۲ متر بالاتر از سطح دریا واقع شده‌است.